# Фанатський фільм

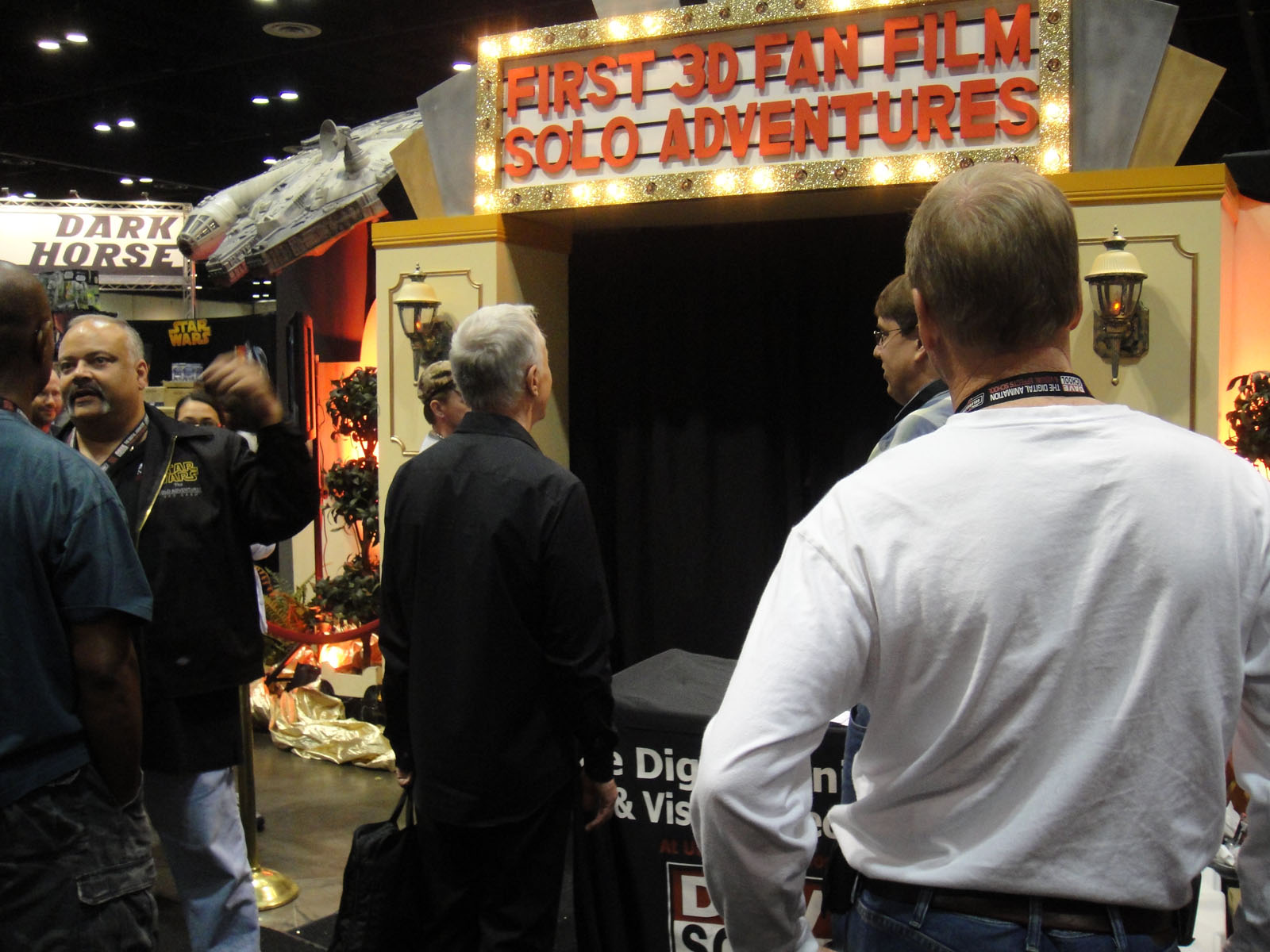
Ентоні Деніелс біля будки де показують фанатський фільм 2010 року «Одиночні пригоди», натхнений «Зоряними війнами».

Фанатський фільм, або фан-фільм (англ. fan film) — фільм або відео, натхнене фільмом, телепрограмою, коміксом, книгою, або відеогрою, і створений шанувальниками (фанатами), а не правовласниками або творцями першоджерела. Традиційно фанатськими кінематографістами були аматори, проте деякі з цих фільмів були зняті професійними кінематографістами в якості проектів класу кіношкіл чи демонстраційних роликів. Фанатські фільми сильно відрізняються за якістю і тривалістю: від коротких фальшивих трейлерів до неіснуючих фільмів до повнометражних фільмів. Фанатські фільми також є прикладами фанатської творчості або культури реміксів.
| Кінематограф | Це незавершена стаття про кінематограф. Ви можете допомогти проєкту, виправивши або дописавши її. |